# 萬卡約省
萬卡約省（西班牙語：Provincia de Huancayo）是秘魯的省份，位於該國中部胡寧大區，首府是萬卡約，始建於1864年11月16日，面積3,558平方公里，2012年人口497,299，人口密度每平方公里0.14人。